# Takīs Maglos
Takīs Maglos (in greco Τάκης Μάγλος?; ... – 1995) è stato un cestista greco.

## Carriera
Con la Grecia ha disputato due edizioni dei Campionati europei (1965, 1967) e i Giochi del Mediterraneo 1967.